# Aichkirchen
Aichkirchen è un comune austriaco di 563 abitanti nel distretto di Wels-Land, in Alta Austria.